# 軽井沢バイパス
軽井沢バイパス（かるいざわバイパス）は、長野県北佐久郡軽井沢町を通る、国道18号のバイパスである。

## 概要
- 起点 : 長野県北佐久郡軽井沢町長倉字大小丸
- 終点 : 長野県北佐久郡軽井沢町長倉字屋敷裏
- 全長 : 6.7km（バイパス部は5.9km）
- 道路規格 : 第3種1級
- 設計速度 : 80km/h（最高速度：50km/h制限）
- 標準幅員 : 22m
- 車線数 : 2車線

日本道路公団によって建設された碓氷バイパスの長野県側の延伸事業として、当時の建設省関東地方建設局長野国道工事事務所によって整備された（碓氷バイパスとは違い、開通当初より有料区間はない）。愛称は「軽井沢グリーンライン」である。
終点(現道合流)付近約500m区間を除いて、上下線共に歩道及び自転車道が完備されている。
信号機は、起点の南軽井沢交差点、塩沢交差点、鳥井原東交差点、鳥井原交差点の計4か所であるが、夏季の観光シーズンを中心に全線にわたり渋滞する場合がある。

## 主な建造物
- 借宿跨道橋 [架設年度 1972年]
- 軽井沢跨線橋 [架設年度 1972年]
- 鳥井原橋 [架設年度 1971年]
- 鳥井原歩道橋 [架設年度 1973年]
- 湯川橋 [架設年度 1972年]
- 塩沢歩道橋 [架設年度 1973年]
- 前沢原歩道橋 [架設年度 1973年]
- 雨宮橋 [架設年度 1972年]

## 交差する道路
| 交差する道路                            | 交差する場所 | 高崎から (km) |
| --------------------------------------- | ------------ | ------------- |
| 国道18号（碓氷バイパス） 高崎・安中方面 |              |               |
| 県道43号下仁田軽井沢線                  | 南軽井沢     |               |
| 県道157号豊昇茂沢中軽井沢停車場線       | 鳥井原       |               |
| 国道18号                                | -            |               |
| 国道18号 長野・小諸方面                 |              |               |

## 沿革
- 1969年（昭和44年）12月 : 建設開始。
- 1972年（昭和47年）7月 : 車道開通。
- 1973年（昭和48年）8月 : 歩道・自転車道建設開始。
- 1977年（昭和52年）11月 : 歩道・自転車道完成。
- 1987年（昭和62年）5月 : 緑化工事完成。

## 交通量
2005年度（平成17年度道路交通センサスより）
平日24時間交通量（台）
- 北佐久郡軽井沢町塩沢767-3 : 14,736